# Hamburg Journal

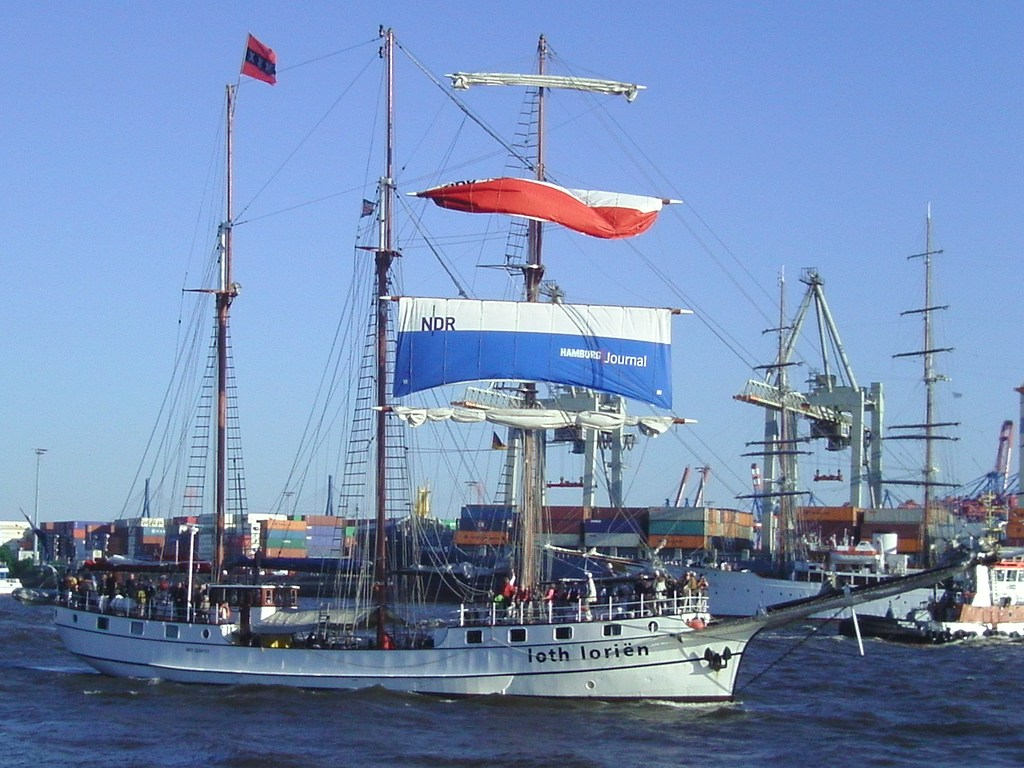
Werbung für das Hamburg Journal an der Loth Loriën 2011

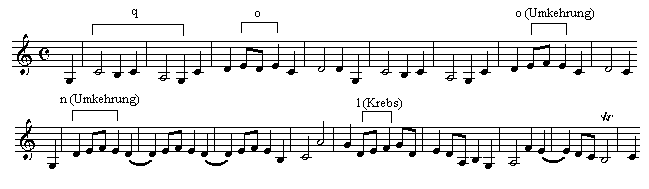
1. Sinfonie 4. Satz Takt 61 ff.

Hamburg Journal (bis 2001: Hamburger Journal) ist das Regionalmagazin des Norddeutschen Rundfunks für das Bundesland Hamburg, das erstmals am 6. Oktober 1985 ausgestrahlt wurde. Im April 2017 wurde die 10.000. Sendung ausgestrahlt. Das Hamburg Journal ist über Antenne, über Kabel und digital über Satelliten sowie über Zattoo zu empfangen. Von 2016 bis 2022 war Landesfunkhaus-Direktorin Sabine Rossbach zugleich Programmchefin.

## Inhalt und Ausstrahlung
Das Hamburg Journal wird täglich im NDR Fernsehen um 19:30 Uhr ausgestrahlt und am Folgetag um 9:30 Uhr in NDR Fernsehen und Radio Bremen TV wiederholt. Es informiert über das politische und kulturelle Leben in Hamburg und liefert Hintergrundinformationen zu besonderen Ereignissen. Auch der Sport in Hamburg sowie Heimatgeschichten aus dem Land sind Themen der Sendung. Außerdem gibt es das Hamburg Journal 18 Uhr, eine fünfzehnminütige Kurzausgabe, die regionale Nachrichten aus Hamburg zum Thema hat und montags bis freitags um 18:00 Uhr ausgestrahlt wird.
Die Titelmelodie ist ein Ausschnitt des Hauptthemas aus dem 4. Satz (Takt 61 ff.) der 1. Sinfonie von Johannes Brahms. Zuvor begann und endete die Sendung mit einem Ausschnitt aus dem Stück Hand made (1973) von Klaus Doldingers Passport.

### Aktuelle Moderatoren
| Moderator              | Einstieg         |                  |
| ---------------------- | ---------------- | ---------------- |
| Julia-Niharika Sen     | Januar 2010      | Hauptmoderatorin |
| Ulf Ansorge            | September 2013   | Hauptmoderator   |
| Jens Riewa             | 2013             | Hauptmoderator   |
| Harriet von Waldenfels | 31. August 2024  | Hauptmoderatorin |
| Clarissa Ahlers-Herzog |                  | vertretungsweise |
| Christian Buhk         | 19. Februar 2018 | vertretungsweise |
| Dina Hille             | 6. Juli 2024     | vertretungsweise |
| Merlin van Rissenbeck  | 20. Juli 2024    | vertretungsweise |
| Aimen Abdulaziz-Said   | 18. Januar 2025  | vertretungsweise |

### Derzeitige Nachrichtensprecher
| Sprecher              | Einstieg |
| --------------------- | -------- |
| Jens Riewa            | 2012     |
| Ulf Ansorge           |          |
| Carl-Georg Salzwedel  | 2016     |
| Christian Buhk        |          |
| Dina Hille            | 2017     |
| Merlin van Rissenbeck | 2020     |
| Aimen Abdulaziz-Said  | 2024     |

### Aktuelle Moderatoren um 18 Uhr
| Moderator             | Einstieg |                  |
| --------------------- | -------- | ---------------- |
| Christian Buhk        |          | Hauptmoderator   |
| Theresa Pöhls         |          | Hauptmoderatorin |
| Julia Wulf            |          |                  |
| Thomas Görlitzer      | 2021     |                  |
| Eva Tanski            | 2021     |                  |
| Carl-Georg Salzwedel  | 2024     |                  |
| Dina Hille            | 2024     |                  |
| Merlin van Rissenbeck | 2024     |                  |

## Geschichte
Unter dem Titel Hamburger Journal startete die Sendung am 1. Oktober 1985 im Ersten Programm der ARD, das damals am Vorabend regionalisiert ausgestrahlt wurde. Die Sendezeit war von Montag bis Freitag zwischen 19.20 Uhr und 19.50 Uhr. Im Januar 1993 wechselte das Magazin in das Dritte Programm N3, das heutige NDR Fernsehen. Seit März 1999 produziert der NDR täglich, auch sonntags, eine Ausgabe der Regionalsendung.

### Ehemalige Sprecher und Moderatoren
| Name                 | Einstieg  | Ausstieg  |
| -------------------- | --------- | --------- |
| Thomas Bade          |           |           |
| Ricarda Kaellander   |           |           |
| Manuela Lundgren     |           |           |
| Birgit Schanzen      |           |           |
| Manfred Schröter     |           |           |
| Ralf Reck            | 1985      |           |
| Sabine Christiansen  | 1985      | 1987      |
| Antje Doutiné        | 1985      | 1988      |
| Klaus-Peter Siegloch | 1985      | Apr. 1988 |
| Victoria Voncampe    |           | 2002      |
| Kristina zur Mühlen  | 2002      | 2003      |
| Martin Wilhelmi      |           | Dez. 2006 |
| Judith Rakers        | Jan. 2004 | Jan. 2010 |
| Michael Schießl      | Jan. 2007 | Dez. 2007 |
| Alexander Bommes     | Jan. 2008 | Dez. 2014 |
| Jörg Pilawa          | Apr. 2016 | Mai 2016  |
| Kristina Gruse       |           |           |
| Eva Diederich        |           | 2024      |